# Plagionotus
Plagionotus è un genere di insetti coleotteri appartenente alla famiglia Cerambycidae. 

## Morfologia
Le specie appartenenti al genere Plagionotus presentano uno spiccato mimetismo batesiano in cui la loro livrea giallo-nera rimanda a quella di una vespa.

## Biologia
Le larve del sottogenere Plagionotus sono xilofaghe e prediligono il legno delle latifoglie (querce, faggi, castagni), mentre quelle degli altri sottogeneri sono fitofagi e attaccano le piante erbacee. Gli adulti del sottogenere Plagionotus si possono trovare in prossimità di cataste di legna e tronchi d'albero.

## Distribuzione
Il genere Plagionotus è diffuso in Europa. In Italia è presente con quattro specie: Plagionotus arcuatus (Linnaeus, 1758), Plagionotus detritus (Linnaeus, 1758) Plagionotus floralis (Pallas, 1773) e Plagionotus scalaris (Brullé, 1832).